# Orde van de Republiek (Egypte)

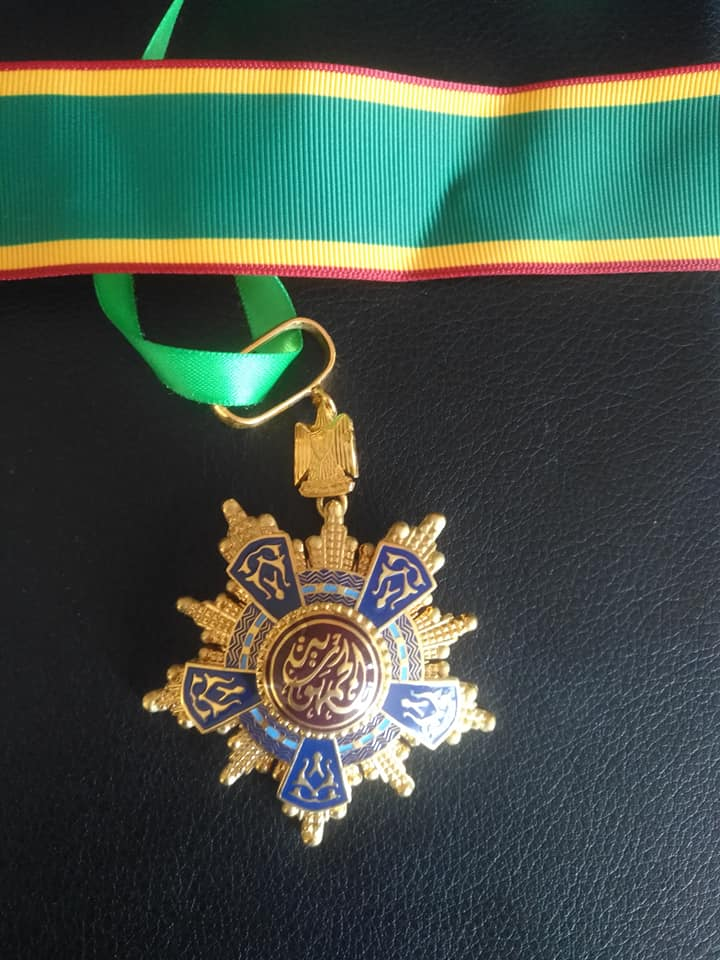
Orde van de Republiek

De Orde van de Republiek (Arabisch: وسام الجمهورية , wisam aljumhuria) werd in 1953 door de Egyptische president ingesteld. In dat jaar was de laatste koning, Foead II van Egypte afgezet en de republiek was uitgeroepen.
De orde wordt aan diplomaten toegekend.

## Grootmeester
- Anwar Sadat (tot 1981)

## Grootkruis
- Ahmed Aboul Gheit
- Bruno Bernard Heim
- Mohamed Hussein Tantawi
- Mohammad Reza Pahlavi (met Keten)

## Graad onbekend
- Charles, prins van Wales, (1981)
- Hamad bin Isa Al Khalifa, (24 januari 1973)
- Che Guevara, (1959)
- Hosni Moebarak
- André Malraux
- Vladimir Alexeyev
- Mohammed Naguib

| Batons van de Orde van de Republiek | Batons van de Orde van de Republiek | Batons van de Orde van de Republiek | Batons van de Orde van de Republiek | Batons van de Orde van de Republiek | Batons van de Orde van de Republiek |
| ----------------------------------- | ----------------------------------- | ----------------------------------- | ----------------------------------- | ----------------------------------- | ----------------------------------- |
| Keten                               | Grootkruis                          | Grootofficier                       | Commandeur                          | Officier                            | Ridder                              |